# (32905) 1994 PX32
1994 PX32 (asteroide 32905) é um asteroide da cintura principal. Possui uma excentricidade de 0.10187200 e uma inclinação de 3.85645º.
Este asteroide foi descoberto no dia 12 de agosto de 1994 por Eric Walter Elst em La Silla.